# Ажикулов, Рысхул
Рысхул Ажикулов (кирг. Рыскул Ажыкулов; 1898 год, с. Монок — 1982 год, с. Монок, Кара-Сууский район, Ошская область) — хлопковод, бригадир колхоза имени Карла Маркса Кара-Суйского района Ошской области, Киргизская ССР. Герой Социалистического Труда (1966). Заслуженный мастер земледелия Киргизской ССР (1958).

## Биография
Родился в 1906 году в крестьянской семье в селе Монок.
С 1931 года — хлопковод в колхозе имени Карла Маркса Кара-Суйского района. С 1964 года возглавлял хлопководческую бригаду.
Бригада Рысхула Ажикулова ежегодно перевыполняла план по возделыванию и сбору хлопка. В 1964 году было собрано 35,8 центнеров хлопка-сырца на участке площадью 130 гектаров и в 1965 году 32,56 центнеров хлопка-сырца на участке площадью 123 гектаров. Указом Президиума Верховного Совета СССР от 30 апреля 1966 года удостоен звания Героя Социалистического Труда с вручением ордена Ленина и золотой медали «Серп и Молот».
После выхода на пенсию проживал в родном селе, где скончался в 1982 году.